# Haku (Jumla)
Haku (nep. हाकु) – gaun wikas samiti w zachodniej części Nepalu w strefie Karnali w dystrykcie Jumla. Według nepalskiego spisu powszechnego z 2001 roku liczył on 383 gospodarstw domowych i 2067 mieszkańców (1028 kobiet i 1039 mężczyzn).